# Zacisze (gmina Rukojnie)
Zacisze (lit. Zatišius) – wieś na Litwie, w okręgu wileńskim, w rejonie wileńskim, w gminie Rukojnie.

## Historia
Pod zaborami wieś; w II Rzeczypospolitej wieś i folwark. W XIX i w początkach XX w. położone było w Rosji, w guberni wileńskiej, w powiecie wileńskim, w gminie Rukojnie. Po I wojnie światowej pod administracją polską, w Zarządzie Cywilnym Ziem Wschodnich. W latach 1920–1922 w składzie Litwy Środkowej.
Od 11 kwietnia 1922 leżało w Polsce, w województwie wileńskim, w powiecie wileńsko-trockim, do 1 kwietnia 1927 w gminie Rukojnie, następnie w gminie Rudomino. W 1931 miejscowość liczyła:
- folwark – 28 mieszkańców, zamieszkałych w 2 budynkach,
- wieś – 77 mieszkańców, zamieszkałych w 13 budynkach[2].

Po II wojnie światowej w granicach Związku Sowieckiego. Od 1991 na niepodległej Litwie.